# Propsychopsis lapicidae
Propsychopsis lapicidae là một loài côn trùng trong họ Psychopsidae thuộc bộ Neuroptera. Loài này được MacLeod miêu tả năm 1971.